# Tjuzjaja
Tjuzjaja (russisk: Чужая) er en russisk spillefilm fra 2010 af Anton Bormatov.

## Medvirkende
- Natalja Romanytjeva som Angela
- Jevgenij Tkatjuk
- Kirill Polukhin
- Anatolij Otradnov
- Aleksandr Golubkov